# Llast (nàutica)

La quilla d'un iot no és més que un llast extern.

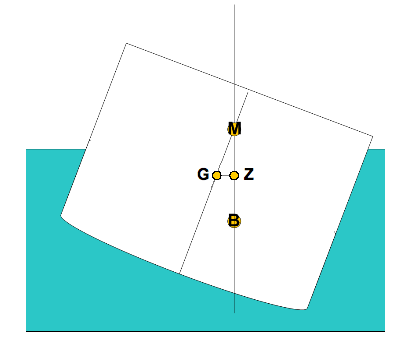
La distància GZ és el braç adreçador: una palanca imaginària a través de la qual actua la força de flotabilitat.

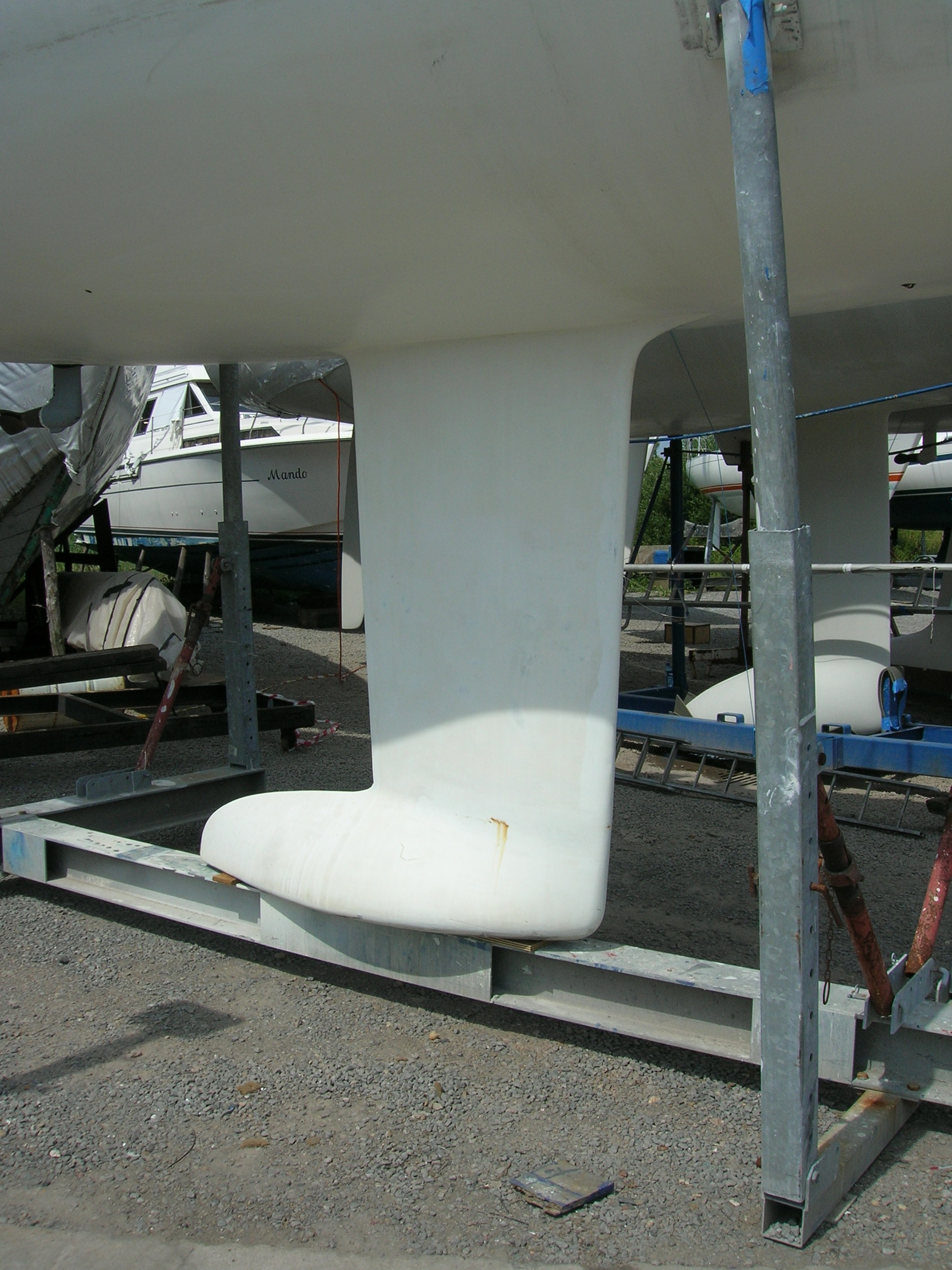
Quilla de bulb d'un vaixell de vela modern.

En el camp de la nàutica, el llast d’un vaixell és un pes mort que hom afegeix a aquest per a millorar la seva estabilitat. El llast fa baixar el centre de gravetat del vaixell i augmenta el seu calat. La qual cosa modifica el metacentre i fa el vaixell més estable.
En els velers és molt important de disposar d’un parell de redreçament capaç d’equilibrar el parell que provoca el vent sobre les veles (com a denominació tècnica del terme parell es pot emprar força).
En funció de la secció d’un vaixell, a cada angle d’escora (inclinació lateral) varia el punt d'aplicació de la força de flotació. Aquesta variació determina l’anomenada “estabilitat de forma”.

## Utilització
El llast adopta moltes formes. La forma més simple de llast que s'utilitza en velers és l’anomenat “llast viu”, o el pes de la tripulació. En seure al costat a sobrevent del buc, el moment de pivot es contraresta amb el pes de la tripulació. En embarcacions de regata més avançades, s'utilitza un arnès anomenat trapezi per permetre a la tripulació penjar-se completament sobre el costat de l'embarcació sense caure; això proporciona quantitats molt més grans de moment de redreçament a causa del major bras de palanca del pes de la tripulació, però cal anar en compte al virar o si el vent cau de sobte, ja que la pèrdua sobtada de moment en sentit contrari pot deixar la tripulació a l'aigua. En els vaixells moderns més grans, la quilla està feta o omplerta amb un material d'alta densitat, com ara formigó, ferro o plom. Col·locant el pes el més baix possible (sovint en un gran bulb a la part inferior de la quilla) es pot extreure el màxim moment de redreçament de la massa donada. Les formes tradicionals de llast que es portava dins del buc eren les pedres o la sorra.

## Llast d'alta densitat
L’ús de llast d’alta densitat té desavantatges. El primer és l’augment de la massa del vaixell; un vaixell més pesat es submergeix més dins l’aigua, augmentant l’arrossegament quan es mou i, en general, respon menys a la direcció. Un vaixell més pesat també és més difícil de col·locar en un remolc i remolcar-lo darrere d’un automòbil. En segon lloc, atès que el llast ha de ser el més baix possible, sovint es col·loca en una placa central o en una quilla retràctil, cosa que requereix una manovella resistent per aixecar l'orsa. La solució més senzilla és utilitzar com a llast una quilla fixa, però això fa que el vaixell sigui gairebé incapaç de navegar en aigües molt poc profundes i sigui més difícil de manejar quan surt de l’aigua. Tot i que està prohibit per la majoria de regles de regata de classe, alguns vaixells d’avantguarda fan servir una bombeta de llast en una quilla llarga i fina que es pot inclinar d’un costat a l’altre per crear una quilla inclinada. Això permet col·locar el llast al costat de sobrevent, proporcionant un moment de redreçament molt més gran amb un angle inferior de taló. La inclinació de la quilla, però, redueix en gran manera el seu poder de redreçament, així hi ha quilles d'inclinació es combinen normalment amb una orsa retràctil que es desplega quan s'inclina la quilla, i es retira (per reduir la resistència) quan la quilla es retorna a la vertical. Algunes quilles inclinades estan dissenyades de manera que, quan s'estenen completament a cada costat, tenen un angle d’atac d’uns 5°, cosa que permet aprofitar l'efecte d’hidrofoil per aixecar el vaixell i reduir la superfície mullada per augmentar la velocitat del vaixell.

## Llast d'aigua

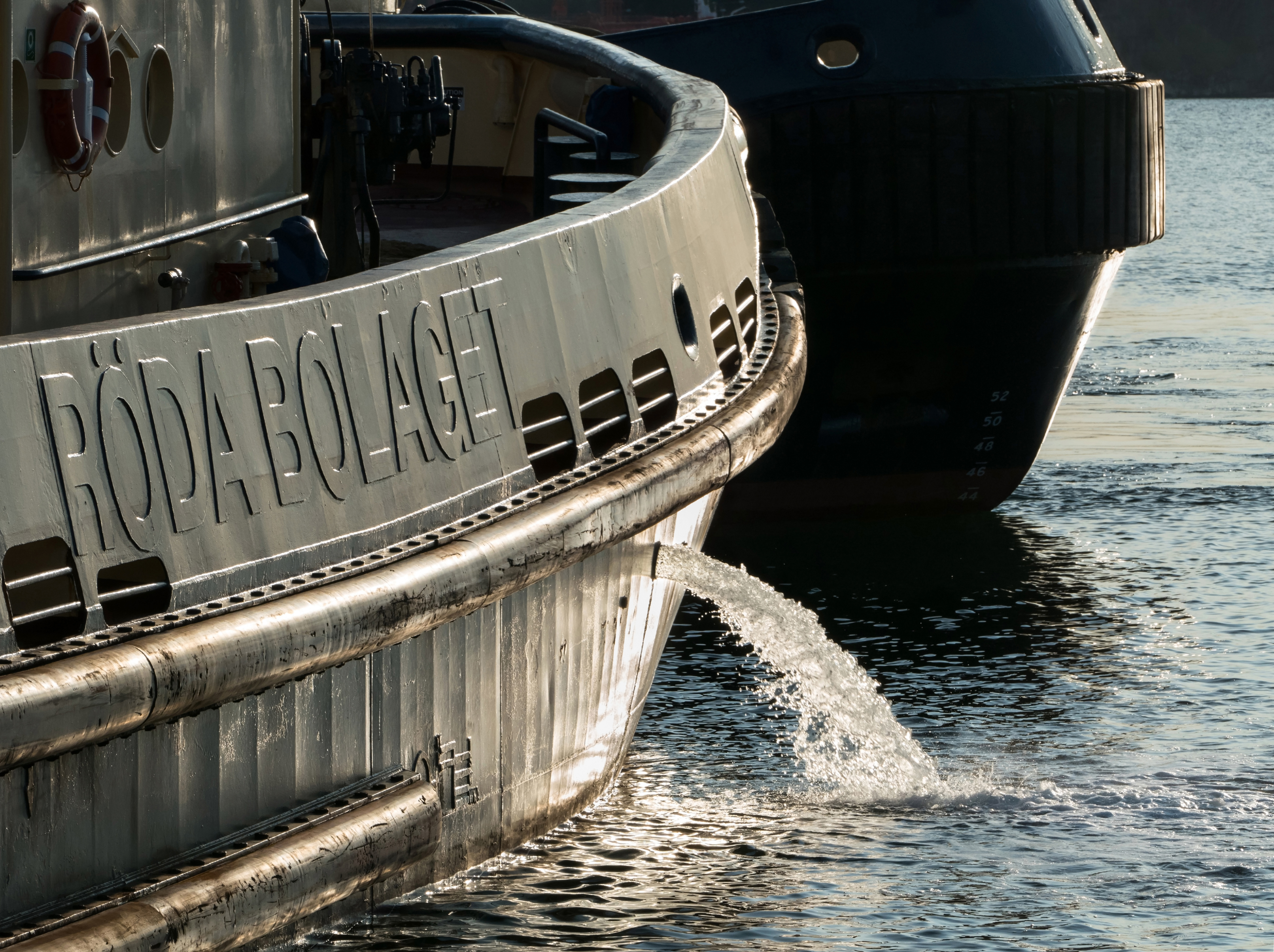
Tugboat Boss descarregant aigua de llast abans de la sortida

Un tipus de llast comú per a embarcacions petites que evita molts dels problemes del llast d’alta densitat és el llast d’aigua. Tot i que sembla poc intuïtiu que col·locar aigua al buc (que, al cap i a la fi, s'acosta a la mateixa densitat que l’aigua fora del buc – (aigua dolça vs aigua salada) afegiria qualsevol estabilitat, si afegiu llast d’aigua per sota del centre de gravetat vertical augmenta l'estabilitat. No cal aixecar el llast d’aigua per sobre de la línia de flotació per afectar l'estabilitat, ja que qualsevol material que tingui una densitat més gran que l’aire tindrà un efecte sobre el centre de gravetat. És la relació entre el centre de gravetat i el centre de flotabilitat la que dicta el moment d’encertament.
L’avantatge del llast d’aigua és que es poden buidar els dipòsits, reduint el calat o el pes de l'embarcació (per exemple, per al transport terrestre) i tornar a afegir aigua (en embarcacions petites, simplement obrint les vàlvules i deixant entrar l’aigua).) després de llançar el vaixell o descarregar la càrrega. Les bombes també es poden utilitzar per buidar el dipòsit de llast de sotavent i omplir el dipòsit de sobrevent a mesura que el vaixell colpeja, i es pot variar la quantitat de llast per mantenir l’angle òptim. Als vaixells de càrrega buits s'afegeix aigua als tancs de llast per augmentar la immersió de les hèlixs, per millorar la direcció, etc..
Un desavantatge del llast d'aigua és que l'aigua no és molt densa i, per tant, els dipòsits necessaris ocupen més espai que altres formes de llast. Alguns fabricants ofereixen bosses de llast flexibles que es munten fora del buc pels dos costats i bombes que utilitzen la velocitat del vaixell a través de l’aigua per obtenir propulsió, un cop en marxa, la bomba es pot utilitzar per omplir el costat de sobrevent, mentre es deixa drenar el costat de marxa. Aquest sistema, tot i que no és molt atractiu, permet augmentar significativament la força de redreçament sense modificacions del buc.

### Impactes i regulacions ambientals

Esquema que mostra la contaminació de l'aigua dels mars per abocaments d'aigua de llast no tractats

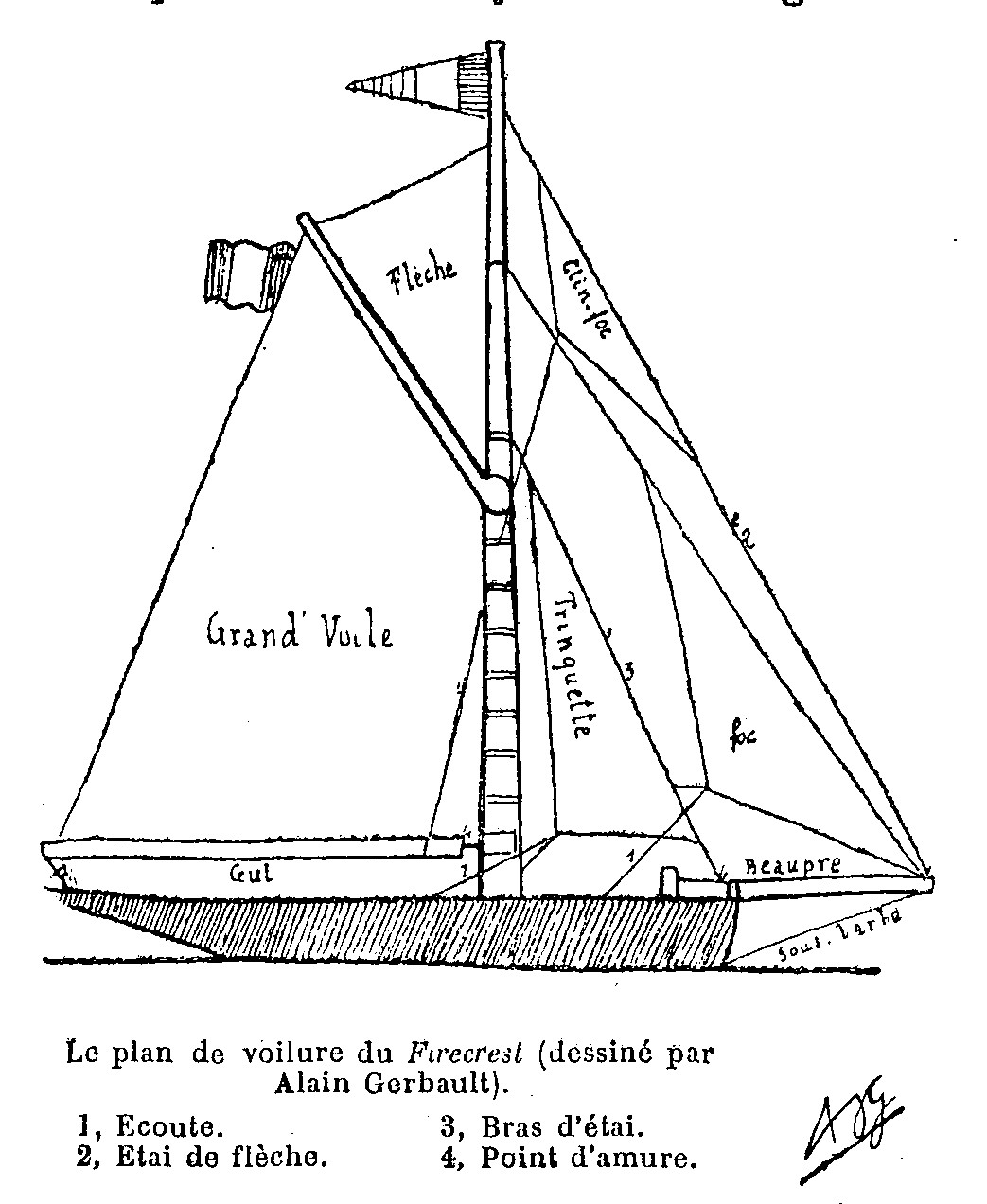
Dibuix del Firecrest. 1924

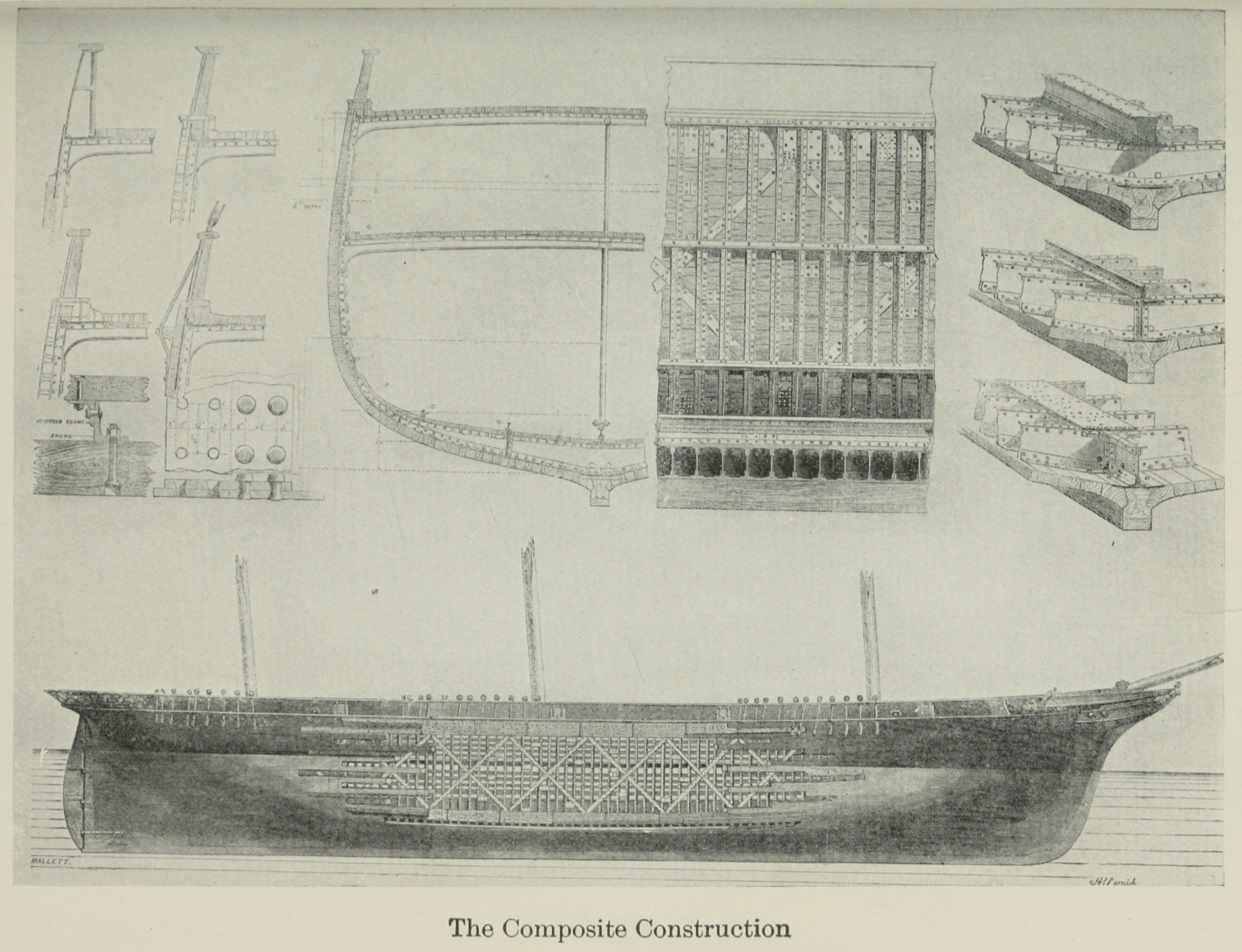
Detalls del buc d’un clíper de construcció mixta (quadernes de ferro forjat industrial i folre de fusta). El llast fix anava prop de la quilla, amb les peces de ferro colat seguint la forma corba del buc.

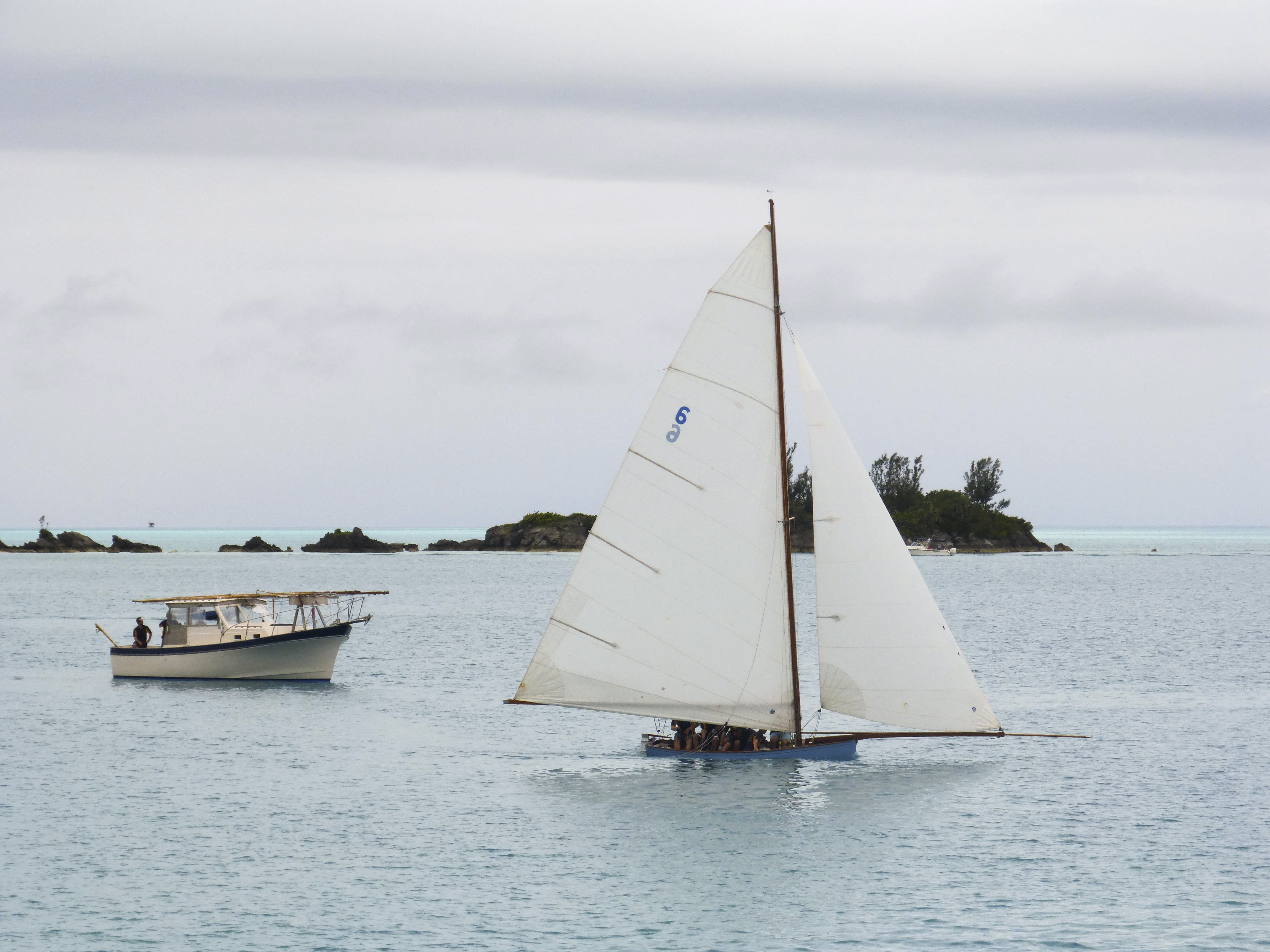
Un veler del tipus “Bermuda Fitted Dinghy” a Mangrove Bay

Secció del batiscaf Trieste. Mostrant els dos tancs de llast d’emergència amb perdigons de ferro.

Els vaixells de creuers, els grans petroliers i els vaixells mercants a granel fan servir una gran quantitat d’aigua de llast, que sovint es pren de les aigües costaneres d’una regió després que els vaixells descarreguin aigües residuals al següent port d’escala, on hagin de carregar mercaderia. La descàrrega d’aigua de llast normalment conté una gran varietat de materials biològics, incloses plantes, animals, virus i altres microorganismes. Aquests materials solen incloure espècies exòtiques,, que poden causar danys ecològics i econòmics extensius als ecosistemes aquàtics. Es creu que els abocaments d’aigües de llast són la principal font d’espècies invasores a les aigües marines dels Estats Units, presentant així riscos per a la salut pública i el medi ambient, així com un cost econòmic significatiu per a indústries com l’aigua i els serveis elèctrics, la pesca comercial i recreativa, l’agricultura i el turisme. Un estudi recent suggereix que si no es pren cap mesura en la gestió de l'aigua de llast, la invasió d'espècies es pot propagar a qualsevol port del món a través de la xarxa mundial de navegació amb una mitjana de dues parades intermèdies.
Estudis recents suggereixen que el cost econòmic només des de la introducció de mol·luscs de plagues (musclos zebra, cloïssa asiàtica i altres) als ecosistemes aquàtics dels EUA és de més de 6.000 milions de dòlars a l'any.
En el cas d'un vaixell de càrrega a granel, hi ha un altre efecte ambiental de l'aigua de llast. Després de descarregar la càrrega útil, un transportista a granel no pot tornar al punt de partida, sinó que ha de carregar el llast per aconseguir submergir l'hèlix sota la superfície de l'aigua. El pes del llast augmenta el consum de combustible en comparació amb una hipotètica situació en què el vaixell no necessitava llast.
Per minimitzar la propagació d'espècies invasores a les vies fluvials dels Estats Units, l'Agència de Protecció del Medi Ambient i la Guàrdia Costera dels Estats Units regulen la concentració d'organismes vius abocats a l'aigua de llast dels vaixells.

## Llasts particulars
- Segons Plini el Vell, la nau de transport de l’obelisc de Calígula, (actualment a la plaça del Vaticà), fou llastada amb llenties.[9][10][11][12] El terme llenties ha estat interpretat de forma literal en el sentit de la llegum comestible. En una altra part del text, Plini parla d’una sorra "vermella" (en una traducció francesa) semblant a les llenties.[13]

| «                                          | ... CXX.M modiorum lentis pro saburra ei fuere | » |
| — Plini el Vell. Història Natural XVI, 60. |                                                |   |

| «                                  | ... Arena late pura circum lentis similitudine, qualis in majori parte Africae | » |
| — Plini el Vell. Història Natural. |                                                                                |   |

- La majoria de velers són molt sensibles a l'equilibri longitudinal de l’obra viva. Aquest fet es pot comprovar en la navegació dels  patins de vela.[16] Un dels clípers més famosos, l’Ariel,[17] usava una caixa de fusta de 12x3,5x2 peus (plena de recanvis i carbó) per a equilibrar els calats longitudinals tot i desplaçant la caixa.[18] Per a considerar l'efecte del desplaçament d’una caixa amb un pes limitat (probablement de l’ordre de 200 kg) cal tenir en compte que el vaixell portava un llast fix de 100 tones, 20 tones de llast mòbil i 200 tones de grava rentada (llast afegit en transportar te).[19]

| «                                                                                     | Tuesday, 12th June, 1866: ... Carpenter making a box of 3-inch deals 12 feet by 3 ½ by 2 to hold spare kedges, anchor stocks, yard-hoops, etc and fill it up with coal from coal locker in forepeak to lighten her there, as ship is only 2 inches by the stern since the spars were put in their places again. Present draft 18 feet 3 inches aft and 18 feet 1 inch forward. Will use said box also to trim to windward... | » |
| — The China Clippers. Basil Lubbock. Appendix H. From Captain Keay’s private Journal. | |   |

- En els velers tradicionals de les Bermudes (Bermuda Fitted Dinghy) el llast és viu i està format pels sis membres de la tripulació, a l’inici de la regata. Les normes permeten que a l’arribada el nombre de tripulants sigui menor. És habitual que cap a la fi de la prova alguns tripulants es tirin a l’aigua provant de millorar les prestacions del vaixell.[23]

- Les embarcacions salvavides modernes acostumen a ser insubmergibles i auto-adreçadores en el cas que bolquin amb la quilla al sol. Aquesta darrera característica s'assoleix amb una adequada distribució dels pesos i els volums de flotació. Si cal llast per a completar l'equilibrat, aquest llast ha d’anar fermament fixat al buc.[24]
  - Alguns bots salvavides catalans practiquen la maniobra de "fer donar voltes al bot", bolcant-lo expressament i tornant-lo a adreçar tot i fent contrapès els tripulants. Un cas típic és el del bot salvavides de Calafell.[25]

- El Firecrest era el vaixell del navegant solitari francès Alain Gerbault. Es tractava d’un cúter d’onze metres d’eslora i 2,60 m de mànega. Pertanyent a la classe de velers de buc estret anomenats “couloirs lestés” (passadissos llastats),[26] portava una quilla de plom de 3500 kg i un llast intern de 3000 kg.[27]

- Alguns dissenys de submarins incorporen una part del llast en forma de llast de seguretat. Es tracta d’un llast sòlid disposat a l'exterior del buc i que pot deixar-se anar en cas de necessitat. Un cop abandonat el llast de seguretat, el submarí pot tornar a la superfície. Però no es pot tornar a sumergir.[28][29]
  - El batiscaf Trieste comptava amb dos dipòsits de llast d’emergència, plens de perdigons de ferro.[30]